# Carena de la Barraca
La Carena de la Barraca és una serra situada entre els municipis de Rupit i Pruit i de Sant Hilari Sacalm a la comarca d'Osona, amb una elevació màxima de 550 metres.